# Хохенштауфен
Хоенштауфен је била владајућа династија краљева Немачке, царева Светог римског царства и војвода Швапске. Хоенштауфовци су 1194. постали краљеви Сицилије. Њихово право име је Штауфен од њиховог замка у Швапској. Династија се понекад назива и швапска династија.

## Владари Немачке
Када је Хенрик V као pоследњи члан Салијске династије умро без мушких наследника постојала је неизвесност око наследника. Фридрик и Конрад III су као мушки Штауфени представљали унуке Хенрика IV и нећаке Хенрика V. После смрти Лотара III 1137. Конрад III је постао краљ Немачке.

### Фридрих Барбароса
Други Хоенштауфовски владар је био Фридрих Барбароса (1152—1190). Борио се током читавог периода своје власти да поврати моћ и престиж монархије, али није имао великог успеха. Током периода борбе за инвеституру краљеви су имали много мања средства од цркве у Немачкој. С друге стране војводе су ојачале, тако да је Фридрих Барбароса био принуђен да у Италији налази средства потребна да би повратио краљевску моћ у Немачкој.
Фридрих Барбароса је био цар, коме деценије сталног ратовања у Италији нису доносили битне резултате. Папе и просперитетни градови-државе северне Италије су били традиционални непријатељи, али царска доминација и опасност ујединила их је против Барбаросе. Под водством папе Александра III формира се коалиција против Фридриха Барбаросе. Ломбардски савез побеђује Фридриха Барбаросу, тако да је био принуђен да склопи споразум са папом, по коме признаје папску државу, а папа признаје Барбаросу за цара.
Са Ломбардском лигом се и даље борио, док им није признао 1183. права да бирају своју градску власт. По повратку у Немачку Барбароса је уништио свог главног непријатеља Хенрика Лава, члана Велф фамилије.
Током Барбаросина боравка у Италији немачки кнежеви су постајали јачи и започели су успешну колонизацију словенских земаља. Многи Немци се насељавају на Истоку привучени нижим порезима и другим давањима. Словенско становништво је убијено или истерано.
Због те колонизације царство се повећава и у његов састав улазе Померанија, Шлеска, Бохемија и Моравска. Убрзање економског живота повећало је број градова, а градови добијају све већи значај. Током тог периода замкови и дворови постају центри културе. Дотад су то били само манастири. Из те дворске културе настају највећа дела немачке средњовековне књижевности, као што су Тристан, Парсивал и Нибелунзи.

### Хенрик VI постаје краљ Сицилије
Барбароса је умро 1190. на крсташком походу, а наслеђује га Хенрик VI (1190—1197). Хенрик VI постаје краљ Сицилије. Сицилија и Италија су биле јак извор прихода за немачке краљеве. Освајајући Сицилију, Хенрик VI је постао најмоћнији краљ Европе и Медитерана. Хенрик VI није успео да постигне да је царска круна наследна. Ипак успева да постигне да се 1196. потврди да ће његов син Фридрих II добити немачку круну. Вратио се у Италију, где је био толико моћан, да је могао ујединити Италију. Умро је од маларије 1197. на Сицилији.

### Раздобље два краља
Пошто је био јак отпор избору трогодишњег детета Фридриха II као краља, дечаков стриц Филип Швапски пристаје да буде краљ. Изабран је 1198. године. Друге фракције су изабрале кандидата династије Велф Отона IV као антикраља. Отон IV је био син Хенрика Лава. Уследио је грађански рат. Филип Швапски умало није победио у том рату, али убијен је 1208. године. Отон IV тада постаје једини краљ, али поражен је од Француза у великој бици код Бувина 1214. године.
Фридрих II се вратио 1212. у Немачку и постаје краљ 1215. године.

### Фридрих II
Фридрих II (1215—1250) је током своје власти јако мало боравио у Немачкој. Зато је учинио велике концесије немачком племству. Царски статут из 1232. немачким кнежевима даје велику независност, толико да су готово постали краљеви. Свештенство је такође постало моћније. Иако је Фридрих II био један од најенергичнијих и најспособнијих владара средњег века, није чинио ништа да Немачка буде уједињена. После његове владавине локални владари су имали много више овлашћења него пре њега.

### Политичка фрагментација Немачке
Када је умро Фридрих II, у Немачкој је остало јако мало централне власти. Велики међупериод (1256—1273) је био период анархије, када није било цара, а немачки кнежеви су се међусобно борили након смрти Конрада IV 1254. године. Током тог периода племство је отело од већ окрњене царске власти још више овлашћења. Ипак племство није стварало независне државе. Бринули су се о својим наследницима и стварали су све већи број имања, али имања су била све мања. Створила се класа службеника, а многи су добили наследна права. Ти трендови доприносили су политичкој фрагментацији Немачке.

### Пораст становништва и трговине
Упркос политичком хаосу евидентан је пораст становништва од 8 милиона 1200. до 14 милиона 1300. Број градова се повећао десет пута. Најурбанизованија подручја су била на југу и западу. Градови су развијали известан степен независности, али многи су били потчињени цару или локалном владару. Наставила се колонизација према истоку. Колонизацију је предводио Тевтонски ред. Немачки трговци почињу интензивну трговину на Балтику. Ту се посебно истиче Ханза.

## Чланови Хоенштауфен династије

### Цареви Светог римског царства и краљеви Немачке
- Конрад III, краљ (1138—1152)
- Фридрих Барбароса, краљ (1152—1190), цар	(1155—1190)
- Хенрик VI, краљ (1190—1197), цар (1191—1197)
- Филип Швапски, краљ (1198—1208)
- Фридрих II, краљ (1208—1250), цар (1220—1250)
- Конрад IV, краљ (1237—1254) (под очевом влашћу до 1250).

Конрад III и Конрад IV нису никад били крунисани цареви. После 20 година међупериода, Хабзбург постаје први краљ.

### Краљеви Сицилије
- Хенрик VI (1194—1197)
- Фридрих II (1198—1250)
  - Хенрик VII (1212—1217)
- Конрад IV (1250—1254)
- Конрадин (1254—1258/1268)
- Манфред Сицилијански (1258—1266).

### Војводе Швапске
- Фридрих I Швапски, војвода од Швапске (1079—1105)
- Фридрих II Швапски, војвода од Швапске (1105—1147)
- Фридрих I Барбароса (Фридрих III Швапски) (1147—1152), краљ и цар Светог римског царства
- Фридрих IV Швапски, војвода од Швапске (1152—1167)
- Фридрих V Швапски, војвода од Швапске (1167—1170)
- Фридрих VI Швапски, војвода од Швапске (1170—1191)
- Конрад II Швапски, војвода од Швапске (1191—1196)
- Филип Швапски (1196—1208), краљ (1198)
- Фридрих II (1212—1216), краљ и цар Светог римског царства
- Хенрик VII (1216—1235), краљ Сицилије
- Конрад IV (1235—1254), краљ
- Конрадин (1254—1268).